# Ulises Dávila
Ulises Alejandro Dávila Plascencia (Guadalajara, Jalisco, México; 13 de abril de 1991) es un futbolista mexicano que juega como centrocampista ofensivo, actualmente es un jugador sin equipo.  

## Trayectoria

### Inicios y Club Deportivo Guadalajara
Comenzó su carrera jugando con las fuerzas básicas del Club Deportivo Guadalajara. En 2006 fue campeón con Chivas del Campeonato Nacional Juvenil de Fuerzas Básicas en la categoría 1990-91, al vencer en la final a Pachuca por marcador de 1-0, siendo él quien anotó el gol del título. Ese mismo año ganó la Manchester United Premier Cup al derrotar en la final al Arsenal Football Club por marcador de 2-1, Dávila anotó 4 goles a lo largo de la competencia. Durante su estancia en Guadalajara tuvo participación con los equipos de Tercera División (Guadalajara), Segunda División (Guadalajara, Chivas San Rafael, Chivas Rayadas) y Primera División "A" (Club Deportivo Tapatío).
Debutó el 29 de agosto de 2009 en un partido contra el Club de Fútbol Pachuca, entró al minuto 60 en lugar de Mario de Luna. El 27 de abril de 2010 disputó su primer partido internacional en un juego de la Copa Libertadores 2010 ante Vélez Sarsfield, entró al minuto 65 por Marco Fabián de la Mora. Dávila jugó 5 partidos de la libertadores, de la cual su equipo terminó como subcampeón al perder la final ante Sport Club Internacional.

### Europa y Chelsea Football Club
El 27 de agosto de 2011, tras sus buenas actuaciones con la Selección Sub-20 de México, Dávila firmó un contrato por 5 años con el Chelsea F. C.. Tras esto, y con las intención de que Dávila adquiriera experiencia, fue cedido al SBV Vitesse.
El 17 de septiembre de 2011, Dávila debutó en la Eredivisie en la victoria de su equipo 5-0 sobre el Roda JC, comenzó el partido como titular y fue sustituido en el minuto 69 por Julian Jenner. Tres días después, debutó en la Copa de los Países Bajos frente al NAC Breda, siendo nuevamente fue titular. En este encuentro, el Vitesse se llevó la victoria por 5-4 en los penaltis, clasificándose a la siguiente ronda. Participó nuevamente en la victoria del Vitesse 0-2 contra el Excelsior. Después de jugar estos tres partidos, Dávila tuvo participación con el segundo equipo del Vitesse, en donde logró marcar gol, pero no volvió a tener actividad con el primer equipo y entonces regresó al Chelsea.
Tras no cumplir con uno de los requisitos que pedía el Chelsea para poder jugar en la Premier League (ser internacional), Dávila fue cedido nuevamente para la temporada 2012-13, esta vez al C.E. Sabadell de la Segunda División de España. Logró su primer gol como profesional el 11 de septiembre de 2012, en la victoria del Sabadell contra Hércules en un partido de Copa del Rey. Unas semanas después consiguió su primer gol en la liga y de paso le dio la victoria a su equipo contra el CD Guadalajara, entró en el minuto 83 y en el 84 marcó el gol de la victoria. El 18 de noviembre marcó un doblete contra el Recre. Tras acabar la temporada con 5 goles en 37 partidos, Dávila regresó al Chelsea.
Durante la pretemporada con el equipo Sub-21 los "Blues", anotó uno de los cuatro goles con los que el Chelsea derrotó al Sutton United en un encuentro amistoso. Días después consiguió otra anotación, esta vez ante Ilkeston F.C.
Al no tener cabida en el primer equipo del Chelsea, fue cedido por tercera vez, ahora al Córdoba C.F. El 17 de noviembre de 2013, marcó un triplete en el triunfo de su equipo 4-2 ante el Hércules, convirtiéndose así en el primer jugador del Córdoba en 35 años que logra anotar 3 goles en un solo partido. El domingo 22 de junio de 2014, anotó en el último minuto de partido el gol que le dio el empate a su equipo ante la Unión Deportiva Las Palmas, lo que dio al Córdoba el ascenso a la Primera División de España después de 42 años.
El Córdoba negoció con el Chelsea para extender la cesión otra temporada, pero al no contar con la capacidad económica para hacerlo, Dávila tuvo que regresar al Chelsea, que lo envió otra vez cedido a la Segunda División española, esta vez al Club Deportivo Tenerife, en donde solo estuvo durante unos meses y entonces salió de la institución. Para el 2015, fue anunciado como nuevo jugador del Vitória F.C. de Portugal. Durante el año que duró su estancia en el Vitória, participó en 18 partidos entre liga y copa, sin lograr marcar un solo gol.

### Club Santos Laguna
En diciembre de 2015, el Club Santos Laguna anunció la contratación de Dávila de cara al Torneo Clausura 2016, regresando de esta manera a México tras 4 años en Europa.
En diciembre de 2017, no entró en más planes de Santos Laguna, por lo cual Dávila se quedó sin jugar el Clausura 2018.

### Delhi Dynamos Football Club
En junio de 2018, estuvo a prueba con Chivas para ser contemplado como jugador de Chivas de cara al Apertura 2018, sin embargo no pasó las pruebas y no fue considerado por José Saturnino Cardozo.
El 11 de enero de 2019, fue confirmado como refuerzo del Delhi Dynamos FC, emigrando a la liga de la India. El 18 de febrero de 2019, anotó su primer gol con el equipo.

### Wellington Phoenix FC
En julio de 2019, Dávila firmó un contrato de dos años con el equipo Wellington Phoenix de la A-League.

### Macarthur FC
El 17 de mayo de 2021 se anunció que Dávila había firmado un acuerdo por tres años para unirse al Macarthur FC para la temporada 2021–22. El 6 de noviembre de 2021, se anunció que Dávila sería el capitán durante la temporada 2021–22 de la A-League Men.

## Selección nacional

### Categorías inferiores
México Sub-20
Fue convocado por Juan Carlos Chávez para participar en el Campeonato Sub-20 de la Concacaf de 2011, jugó en 5 partidos, y anotó cuatro goles, uno ante Cuba, otro contra Panamá y dos más en la final contra Costa Rica, con lo que contribuyó a que México lograra el campeonato de la competencia. Participó en la Copa Mundial de Fútbol Sub-20 de 2011, disputó 7 partidos y anotó un gol en el partido por el tercer lugar ante Francia.
México Sub-21
En mayo de 2011 fue convocado para disputar el Torneo Esperanzas de Toulon de 2011. Jugó cinco partidos en la competencia, anotó dos goles, uno ante Francia y otro contra Hungría. México terminó como cuarto lugar de la competencia al perder el partido por el tercer lugar ante Italia.

### Selección absoluta
Fue convocado para disputar la Copa América 2011 en lugar de uno de los ocho jugadores que fueron suspendidos de la convocatoria. En la competencia, Dávila se mantuvo en la banca los tres partidos que disputó México y fue eliminado de la competencia en la primera fase.

## Estadísticas
Actualizado al 16 de abril de 2024.

### Clubes
| C. D. Guadalajara · México |               |               |     |    |    |   |    |    |     |    |
| 1.ª | 2009-10       | 7             | 0   | -  | -  | 5 | 0  | 12 | 0   |    |
| 1.ª | 2010-11       | 8             | 0   | -  | -  | - | -  | 8  | 0   |    |
| Total club | Total club    | 15            | 0   | 0  | 0  | 5 | 0  | 20 | 0   |    |
| SBV Vitesse · Países Bajos |               |               |     |    |    |   |    |    |     |    |
| 1.ª | 2011-12       | 2             | 0   | 1  | 0  | - | -  | 3  | 0   |    |
| Total club | Total club    | 2             | 0   | 1  | 0  | 0 | 0  | 3  | 0   |    |
| C. E. Sabadell F. C. · España |               |               |     |    |    |   |    |    |     |    |
| 2.ª | 2012-13       | 35            | 4   | 2  | 1  | - | -  | 37 | 5   |    |
| Total club | Total club    | 35            | 4   | 2  | 1  | 0 | 0  | 37 | 5   |    |
| Córdoba C. F. · España |               |               |     |    |    |   |    |    |     |    |
| 2.ª | 2013-14       | 37            | 7   | 1  | 0  | - | -  | 38 | 7   |    |
| Total club | Total club    | 37            | 7   | 1  | 0  | 0 | 0  | 38 | 7   |    |
| C. D. Tenerife · España |               |               |     |    |    |   |    |    |     |    |
| 2.ª | 2014          | 10            | 1   | 1  | 0  | - | -  | 11 | 1   |    |
| Total club | Total club    | 10            | 1   | 1  | 0  | 0 | 0  | 11 | 1   |    |
| Vitória F. C. Portugal |               |               |     |    |    |   |    |    |     |    |
| 1.ª | 2015          | 11            | 0   | 3  | 0  | - | -  | 14 | 0   |    |
| 1.ª | 2015          | 3             | 0   | 1  | 0  | - | -  | 4  | 0   |    |
| Total club | Total club    | 14            | 0   | 4  | 0  | 0 | 0  | 18 | 0   |    |
| C. Santos Laguna · México |               |               |     |    |    |   |    |    |     |    |
| 1.ª | 2016          | 15            | 2   | -  | -  | 4 | 1  | 19 | 3   |    |
| 1.ª | 2016-17       | 19            | 1   | 10 | 3  | - | -  | 29 | 4   |    |
| 1.ª | 2017          | 4             | 0   | 3  | 0  | - | -  | 7  | 0   |    |
| Total club | Total club    | 38            | 3   | 13 | 3  | 4 | 1  | 55 | 7   |    |
| Delhi Dynamos FC India |               |               |     |    |    |   |    |    |     |    |
| 1.ª | 2018-19       | 6             | 1   | -  | -  | - | -  | 11 | 1   |    |
| Total club | Total club    | 6             | 1   | 0  | 0  | 0 | 0  | 6  | 1   |    |
| Wellington Phoenix Nueva Zelanda |               |               |     |    |    |   |    |    |     |    |
| 1.ª | 2019-20       | 27            | 12  | -  | -  | - | -  | 27 | 12  |    |
| 1.ª | 2020-21       | 23            | 7   | -  | -  | - | -  | 23 | 7   |    |
| Total club | Total club    | 50            | 19  | 0  | 0  | 0 | 0  | 50 | 19  |    |
| Macarthur FC Australia |               |               |     |    |    |   |    |    |     |    |
| 1.ª | 2021-22       | 23            | 7   | 1  | 0  | - | -  | 24 | 7   |    |
| 1.ª | 2022-23       | 13            | 3   | 3  | 3  | - | -  | 16 | 6   |    |
| 1.ª | 2023-24       | 23            | 9   | 1  | 0  | 6 | 4  | 30 | 13  |    |
| Total club | Total club    | 59            | 19  | 5  | 3  | 6 | 4  | 70 | 26  |    |
| Total carrera | Total carrera | Total carrera | 266 | 54 | 27 | 7 | 15 | 5  | 308 | 66 |
| (1)Incluye datos de la Copa de los Países Bajos, Copa del Rey y Copa de la Liga de Portugal (2)Incluye datos de la Copa Libertadores de América (2010) y Concacaf Liga de Campeones (2015-16) |               |               |     |    |    |   |    |    |     |    |

### Selecciones
| Competición                              | Categoría | Sede      | Resultado    | PJ | G |
| ---------------------------------------- | --------- | --------- | ------------ | -- | - |
| Campeonato Sub-20 de la Concacaf de 2011 | Sub-20    | Guatemala | Campeón      | 5  | 4 |
| Copa Mundial de Fútbol Sub-20 de 2011    | Sub-20    | Colombia  | Tercer lugar | 7  | 1 |
| Torneo Esperanzas de Toulon de 2011      | Sub-21    | Francia   | Cuarto lugar | 5  | 2 |
| Copa América 2011                        | Absoluta  | Argentina | Primera fase | 0  | 0 |
| Total                                    | –         | –         | –            | 17 | 7 |

### Resumen estadístico
|                            | Partidos | Goles |
| -------------------------- | -------- | ----- |
| Liga                       | 147      | 15    |
| Copas nacionales           | 19       | 4     |
| Copas internacionales      | 9        | 1     |
| Selección de México Sub-21 | 5        | 2     |
| Selección de México Sub-20 | 12       | 5     |
| Total                      | 192      | 27    |

## Palmarés

### Campeonatos nacionales
| Título            | Equipo        | País      | Año    |
| ----------------- | ------------- | --------- | ------ |
| Liga MX           | Santos Laguna | México    | C-2018 |
| Copa de Australia | Macarthur FC  | Australia | 2022   |

### Campeonatos internacionales
| Título                           | Equipo              | País      | Año  |
| -------------------------------- | ------------------- | --------- | ---- |
| Campeonato Sub-20 de la Concacaf | Selección de México | Guatemala | 2011 |